# Mat Kirkby
Mat Kirkby é um cineasta britânico. Foi indicado ao Oscar de melhor curta-metragem em live action na edição de 2015 pela realização da obra The Phone Call, ao lado de James Lucas. Além disso, dirigiu clipes da Adele, Muse e Basement Jaxx.

## Prêmios e indicações
- Venceu: Oscar de melhor curta-metragem em live action - The Phone Call (2014)